# Battaglia di Altenkirchen
La battaglia di Altenkirchen ebbe luogo il 4 giugno 1796 durante le guerre della prima coalizione antifrancese e vide fronteggiarsi l'esercito rivoluzionario francese, al comando del generale Kléber, e l'esercito austriaco, comandato da Augusto di Württemberg. La battaglia si concluse con la vittoria francese.

## Antefatti
Il piano della Prima Repubblica francese condusse il generale Jourdan e la sua Armata della Sambre e Mosa fino a Düsseldorf, oltre il Reno. Ciò costrinse l'arciduca Carlo d'Asburgo-Teschen ad abbandonare le sue posizioni sulla riva sinistra del Reno ad ovest di Magonza ed il generale Jourdan a posizionarsi, per permettere al generale francese Moreau, di portare la sua Armata del Reno e Mosella, sita a Kehl, oltre il Reno e di avanzare infine verso il Danubio. L'ala destra dello schieramento austriaco, al comando del principe Augusto di Württemberg, si dispose lungo la riva occidentale del Reno fra Neuwied e Altenkirchen, sita a circa 35 chilometri a nord, con una linea di avamposti lungo il fiume Sieg, che sfocia nel Reno di fronte a Bonn.
Già il 30 maggio del 1796 il generale Kléber aveva oltrepassato il Reno e marciava verso sud. Il 1º giugno occupò i ponti con la battaglia di Siegburg e costretto gli austriaci ad una ritirata di dieci miglia a sudest fino a Uckerath, dove il principe del Württemberg aveva raggruppato una divisione. Kléber si preparava già all'attacco, quando gli austriaci si ritirarono nuovamente, questa volta in una postazione fortemente difesa presso  Altenkirchen. Kléber, il 3 giugno, prese posizione di fronte alle forze austriache  e decise di attaccare il nemico il giorno successivo
Sullo sperone di roccia Jungeroth, presso l'odierna Buchholz, venne eretto un accampamento. Il luogo era idoneo a motivo di più fattori. Esso era protetto su tre lati dai pendii come dai fiumi Scheußbach e Hanfbach. Inoltre vi erano come posti adatti all'osservazione gli Steiner Berg, Priesterberg und Heppenberg, così come nelle vicinanze vi era l'antica strada Cölnische Hohe Heer- und Geleitstraße da Colonia verso Francoforte sul Meno. L'accampamento era protetto con voluminosi fossati e mura.

## Svolgimento
La linea austriaca si estendeva da Altenkirchen verso est fino a Kroppach ed in rapporto alle forze combattenti disponibili troppo ampia. Il comandante francese Kléber divise il suo esercito in tre colonne. Alla sinistra premeva da Hilgenroth (a nord di Altenkirchen) verso Kroppach il generale Soult, il generale Lefebvre teneva il comando della colonna centrale, che puntava direttamente su Altenkirchen e la colonna di destra procedeva verso Almersbach, tre chilometri a sudovest di Altenkirchen. Una riserva centrale era affidata al generale Colaud, mentre il generale Ney, con una forte divisione di truppe leggere, superava a sudovest il fianco sinistro dello schieramento austriaco, per aggirarlo e tagliare in questo modo rifornimenti e comunicazioni al nemico.
L'attacco francese ebbe pieno successo. Le truppe di Soult bloccarono la riserva austriaca, l'ala destra francese occupò Schöneberg e Almersbach e costrinse alla ritirata un reggimento di granatieri; Lefebvre e Colaud, sottoposti ad un violento fuoco di artiglieria, furono spinti fino ai piedi delle alture di Altenkirchen, ove erano piazzati dieci pezzi da 6 libbre. Con il suo fianco sinistro aggirato il principe del Württemberg fu costretto ad abbandonare Altenkirchen. Durante la notte gli austriaci si ritirarono dodici miglia verso sudovest, fino a Freilingen, mentre alla fine della giornata le truppe di Lefebvre avevano raggiunto Hachenburg e si trovavano ora ad est di Altenkirchen. I francesi, nel corso della battaglia, catturarono 1500 prigionieri e s'impadronirono di dodici cannoni e di quattro stendardi.

## Conseguenze
L'arciduca Carlo reagì alle vittorie francesi di Siegburg ed Altenkirchen, come i francesi si erano aspettati. Egli spostò la sua forza combattente principale indietro oltre il Reno ed infine verso nord, per bloccare Jourdan. Il feldmaresciallo Dagobert Sigmund, conte di Wurmser, che aveva avuto il comando dell'ala destra dello schieramento austriaco, ricevette l'ordine di difendere Magonza. Due settimane dopo l'arciduca Carlo, sconfiggendo il generale Jourdan a Wetzlar, lo costrinse a ripiegare oltre il Reno.